# Municipio de Hudson (Illinois)
El municipio de Hudson (en inglés: Hudson Township) es un municipio ubicado en el condado de McLean en el estado estadounidense de Illinois. En el año 2010 tenía una población de 2571 habitantes y una densidad poblacional de 26,26 personas por km².

## Geografía
El municipio de Hudson se encuentra ubicado en las coordenadas 40°37′42″N 88°58′40″O / 40.62833, -88.97778. Según la Oficina del Censo de los Estados Unidos, el municipio tiene una superficie total de 97.9 km², de la cual 93,97 km² corresponden a tierra firme y (4,01 %) 3,92 km² es agua.

## Demografía
Según el censo de 2010, había 2571 personas residiendo en el municipio de Hudson. La densidad de población era de 26,26 hab./km². De los 2571 habitantes, el municipio de Hudson estaba compuesto por el 97,86 % blancos, el 0,54 % eran afroamericanos, el 0,16 % eran amerindios, el 0,31 % eran asiáticos, el 0,35 % eran de otras razas y el 0,78 % eran de una mezcla de razas. Del total de la población el 1,94 % eran hispanos o latinos de cualquier raza.